# Jaylin Webb
Jaylin Webb (* um 2006) ist ein US-amerikanischer Kinderdarsteller.

## Leben
Der um 2006 geborene Jaylin Webb spielte bereits an der von ihm besuchten Middle School Theater.
Nach einer kleinen Rolle in der Fernsehserie David Makes Man und einer Nebenrolle in ABC-Serienneuverfilmung Wunderbare Jahre erhielt er in dem Filmdrama Zeiten des Umbruchs von James Gray eine größere Rolle. In seinem Filmdebüt ist er in der Rolle von Johnny Davis zu sehen, des besten Freundes des jugendlichen Protagonisten, der anders behandelt wird als sein weißer Klassenkamerad. Eine kleine Rolle erhielt Webb auch in dem Film Till – Kampf um die Wahrheit von Chinonye Chukwu.

## Filmografie
- 2021: David Makes Man (Fernsehserie)
- 2021–2022: Wunderbare Jahre (The Wonder Years, Fernsehserie, 2 Folgen)
- 2022: Zeiten des Umbruchs (Armageddon Time)
- 2022: Till – Kampf um die Wahrheit (Till)